# Новая Гребля (Тернопольская область)
Новая Гребля (укр. Нова Гребля) — село в Саранчуковской сельской общине Тернопольского района Тернопольской области Украины.
До 2020 года входило в Бережанский район.
Код КОАТУУ — 6120487605. Население по переписи 2001 года составляло 19 человек.

## Географическое положение
Село Новая Гребля находится на правом берегу реки Золотая Липа,
выше по течению на расстоянии в 1 км расположено село Посухов,
ниже по течению на расстоянии в 1 км расположено село Рыбники.

## История
- 1785 год — дата основания.